# 布勒伊
布勒伊（法語：Breuil，法語發音：[bʁœj] ⓘ）是法国上法蘭西大區索姆省的一个市镇，属于蒙迪迪耶区。

## 地理
布勒伊（49°44'16"N, 2°57'22"E）面积2.17 平方千米，位于法国上法蘭西大區索姆省，该省份为法国北部沿海省份，北起加来海峡省和北部省，西接滨海塞纳省和大西洋英吉利海峡，南至瓦兹省，东临埃纳省。
与布勒伊接壤的市镇（或旧市镇、城区）包括：比韦尔希、翁布勒、朗格瓦桑-基克里、穆瓦延库尔。

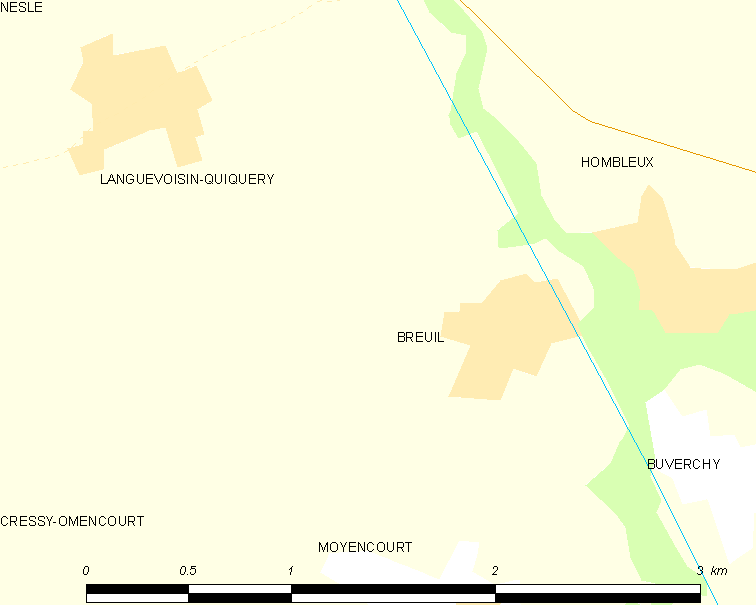
布勒伊的OSM定位图

布勒伊的时区为UTC+01:00、UTC+02:00（夏令时）。

## 行政
布勒伊的邮政编码为80400，INSEE市镇编码为80139。

## 政治
布勒伊所属的省级选区为阿姆县。

## 人口

1962-2008年间布勒伊人口变化图示

布勒伊于2022年1月1日时的人口数量为45人。